# 沙倫鎮區 (愛荷華州阿珀努斯縣)
沙倫鎮區（英語：Sharon Township）是位於美國愛荷華州阿珀努斯縣的一個行政鎮區。

## 地方資料
根據2010年美國人口普查的數據，沙倫鎮區的面積為62.17平方千米，當中陸地面積為62.14平方千米，而水域面積為0.03平方千米。當地共有人口199人，而人口密度為每平方千米3.2人。